# Ванцян, Эдуард Никитич
Ванцян Эдуард Никитич (13 сентября 1921, Тифлис — 17 февраля 1989, Москва) — советский хирург, ученик Б. В. Петровского, доктор медицинских наук, член-корреспондент АМН СССР.

## Биография
С 1958 года работал ассистентом, после чего стал доцентом хирургической клиники кафедры госпитальной хирургии 1-го ММИ. В 1963 года был назначен руководителем отделения хирургии пищевода и желудка Всесоюзного научно-исследовательского института клинической и экспериментальной хирургии СССР. С 1969 года работает заместителем директора по научной работе того же института.
Эдуард Никитич Ванцян написал более 120 научных работ, включая 6 монографий. Они были посвящены изучению моторной функции и хирургии пищевода, консервативному лечению его сужений и кардиоспазма, и болезням оперированного пищевода. Он создал методы тотальной и сегментарной пластики пищевода, лечения грыж пищеводного отверстия диафрагмы и дивертикулов пищевода.
Ванцян создал пневматический дилататор, целью которого было консервативное лечение сужений пищевода и кардиоспазма. Он сократил необходимость оперативных вмешательств у некоторых групп больных.
За время его руководства было написано 26 диссертаций, включая 12 докторских.
Ванцян был членом президиума Ученого медицинского совета СССР, заместителем председателя Хирургического общества Москвы и Московской области, заместителем редактора журнала «Хирургия», членом Международного общества хирургов, почетный член хирургических обществ ГДР и Кубы.
В 1989 году погиб в автокатастрофе со своим сыном Никитой. Был похоронен на Бабушкинском кладбище.

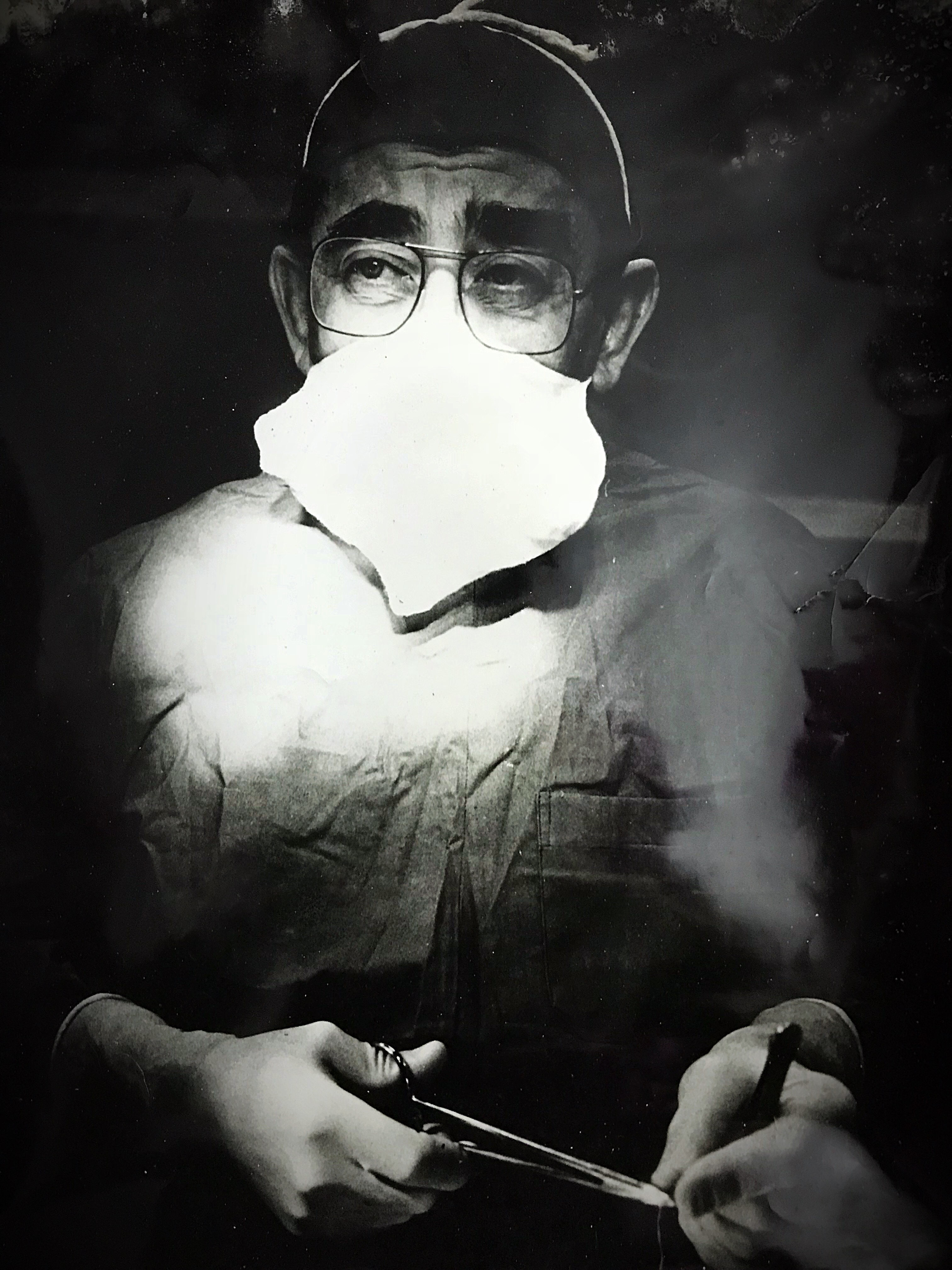
Эдуард Никитич Ванцян в операционной, 1985 г.

Великолепно играл на фортепиано. Виртуозно исполнял джазовые композиции.

## Награды
- Орден Трудового Красного Знамени
- Орден «Знак Почёта»
- Государственная премия СССР
- Серебряная медаль общества Пуркинье

## Научные работы
- Многотомное руководство по хирургии, под редакцией Б. В. Петровского, том 6, книга 2, Москва, 1966
- Дивертикулы пищевода, М., 1968 (совместно с Петровским Б. В.)
- Лечение ожогов и рубцовых сужений пищевода, М., 1971 (совместно с Тощаковым Р. А.)[7]
- Приобретенные свищи между пищеводом и дыхательными путями, Баку, 1972 (совместно с др.)
- Грыжи пищеводного отверстия диафрагмы, Тбилиси, 1974 (совместно с другими)

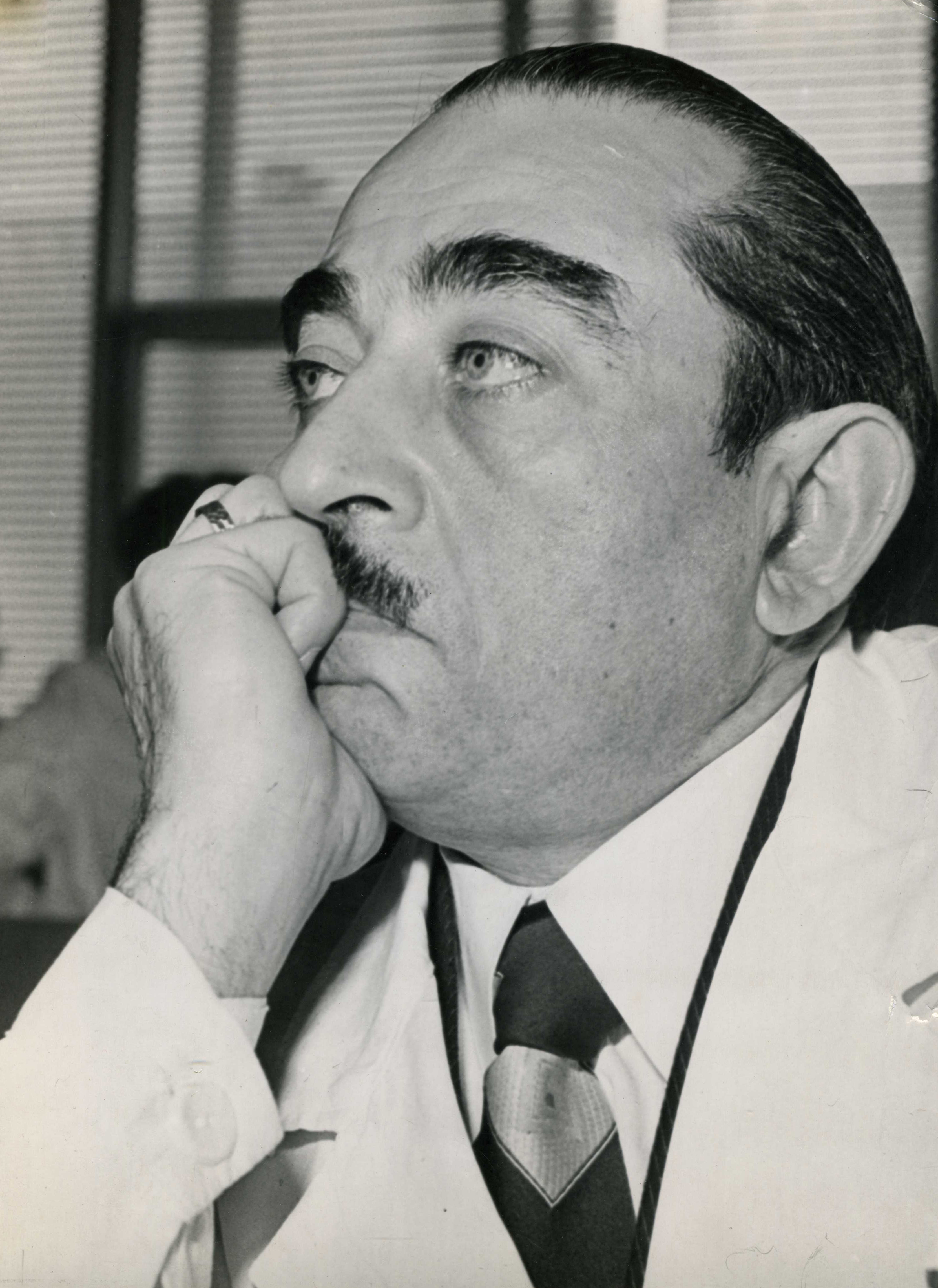
Эдуард Никитич в своем кабинете

- Ванцян Э.Н. в молодости Эдуард Никитич в своем кабинетеОперации на пищеводе, в кн: Атлас грудной хирургии, под ред. Б. В. Петровского, том 2, стр. 121, Москва, 1974 (совместно с Тощаковым Р. А.)

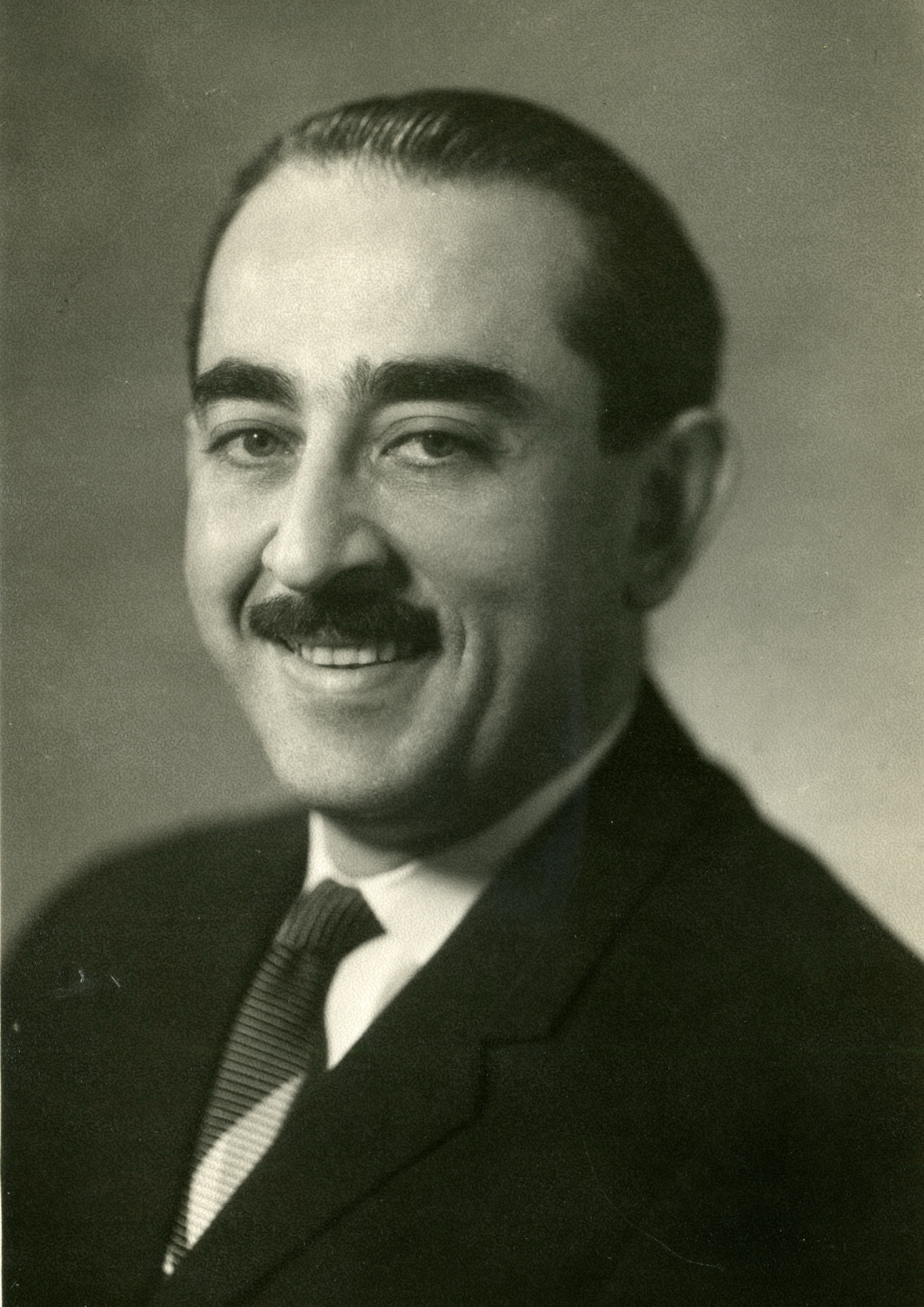
Ванцян Э.Н. в молодости

- Клиника и хирургическое лечение дивертикулов пищевода [Текст] : Автореферат диссертации на соискание ученой степени доктора мед. наук / 1-й Моск. медицинский институт им. И. М. Сеченова. — Москва : [б. и.], 1964. — 26 стр[8].